# Bănești, Telenești
Bănești este satul de reședință al comunei cu același nume  din raionul Telenești, Republica Moldova.